# Gregor Weßenigk
Gregor Weßenigk (oder Gregorius Weszenigk; * vor 1465 in Kirchhain; † 1494) war ein römisch-katholischer Geistlicher (Altarist). 1480 erlangte er den Grad eines magister artium und danach den eines Baccalaureus decretorum. Er war von 1482 bis 1488 Rektor der Thomasschule zu Leipzig. Am 16. Oktober 1485 wurde er zum Rektor der Universität Leipzig gewählt.